# Juhan Liiv
Juhan Liiv (né le 30 avril 1864 à Alatskivi, en Estonie – mort le 1er décembre 1913 à Kavastu-Koosa, actuellement Luunja, Tartumaa) est un poète estonien.

## Biographie
Né dans une famille très pauvre, Liiv étudie le journalisme à Tartu. Mais des problèmes de santé l’obligent à renoncer à ses études et à retourner dans son village, où il commence à écrire des poèmes dans le journal local Olevik. Il connaît la notoriété en 1894 grâce à Vari (« L’ombre »). Peu de temps après, Liiv est soigné dans un hôpital psychiatrique pour schizophrénie.
En 1909 Juhan Liiv rencontre Friedebert Tuglas et publie 495 poèmes dans un seul recueil.
Ses œuvres sont marquées par un sentiment aigu de vivre dans la solitude, la maladie mentale et la pauvreté. Pourtant ses poèmes montrent son amour et son attachement à son pays.

## Mort
En 1913, il prend le train sans payer le ticket car il n’a pas assez d’argent pour acheter un titre de transport.
Expulsé du train, il doit marcher pendant deux semaines dans des zones peu habitées, et sous des températures presque glaciales, il contracte une pneumonie qui lui coûte la vie.

## À noter
Depuis 1965, le prix de poésie Juhan-Liiv porte son nom.

## Crédits
- (en) Cet article est partiellement ou en totalité issu de l’article de Wikipédia en anglais intitulé « Juhan Liiv » (voir la liste des auteurs).